# Дімітріс Саравакос
Дімітріс Саравакос (грец. Δημήτρης Σαραβάκος, нар. 26 липня 1961, Афіни) — грецький футболіст, що грав на позиції нападника. Виступав, зокрема, за клуб «Панатінаїкос», а також національну збірну Греції.
Триразовий чемпіон Греції. Восьмиразовий володар Кубка Греції. Шестиразовий володар Суперкубка Греції.

## Клубна кар'єра
Народився 26 липня 1961 року в місті Афіни. Вихованець футбольної школи клубу «Паніоніос». Дорослу футбольну кар'єру розпочав 1979 року в основній команді того ж клубу, в якій провів п'ять сезонів, взявши участь у 132 матчах чемпіонату.
Своєю грою за цю команду привернув увагу представників тренерського штабу клубу «Панатінаїкос», до складу якого приєднався 1984 року. Відіграв за клуб з Афін наступні десять сезонів своєї ігрової кар'єри. Більшість часу, проведеного у складі «Панатінаїкоса», був основним гравцем атакувальної ланки команди. У складі «Панатінаїкоса» був одним з головних бомбардирів команди, маючи середню результативність на рівні 0,5 гола за гру першості. За цей час тричі виборював титул чемпіона Греції.
Протягом 1994–1997 років захищав кольори команди клубу АЕК.
Завершив професійну ігрову кар'єру у клубі «Панатінаїкос», у складі якого вже виступав раніше. Прийшов до команди 1997 року, захищав її кольори до припинення виступів на професійному рівні у 1998.

## Виступи за збірну
1982 року дебютував в офіційних матчах у складі національної збірної Греції. Протягом кар'єри у національній команді, яка тривала 13 років, провів у формі головної команди країни 78 матчів, забивши 22 голи.
У складі збірної був учасником чемпіонату світу 1994 року у США.

## Титули і досягнення

### Командні
- Чемпіон Греції (1):

«Панатінаїкос»: 1989–90
- Володар Кубка Греції (1):

«Панатінаїкос»: 1988–89
- Володар Суперкубка Греції (1):

«Панатінаїкос»: 1988

### Особисті
- Найкращий бомбардир: Кубок УЄФА 1987—1988 (6 м'ячів, разом з Кальманом Ковачем та Кеннетом Брюлле-Ларсеном)